# 居昌警察署
居昌警察署（コチャンけいさつしょ）は、慶南地方警察庁所管の警察署である。

## 管轄区域
- 居昌郡

## 沿革
- 1945年10月21日 - 国立警察発足
- 1948年10月8日 - 居昌警察署に改称

## 管轄派出所
- 娥林派出所
- 猿鶴派出所
- 加祚派出所
- 熊陽派出所
- 南上派出所
- 神院派出所
- 高梯派出所

## 管轄治安センター
- 馬利治安センター
- 加北治安センター
- 南下治安センター
- 北上治安センター
- 主尚治安センター